# Фрунзенский район (Иваново)
Фру́нзенский райо́н — внутригородской район города Иваново.

## История
Фрунзенский район города Иваново образован в 1936 году. Назван в честь М. В. Фрунзе.

## География
Район расположен в центральной и западной частях города. От Октябрьского района его отделяет река Уводь. Граница с Ленинским районом проходит по улицам: проспект Ленина, Аптечный переулок, улица Смирнова, Лежневская улица. На территории района располагается памятник градостроительства — Первый Рабочий посёлок.

## Экономика
На территории района располагается ряд крупных предприятий: АО РИАТ (бывший авторемонтный завод), Пивобезалкогольный комбинат «Ивановский» (позже ЗАО «Ивановская пивоваренная компания», в настоящее время входит в САН ИнБев), «КИП» (бывший комбинат искусственной подошвы), Хлебокомбинат № 4 и многие другие.

## Социальная сфера
В районе расположена широкая сеть социально-культурных учреждений: школы, дошкольные и лечебные учреждения. Много предприятий общественного питания, торговли, бытового обслуживания населения.

## Население
| 1939     | 1959     | 1970     | 1979     | 1989     | 2002     | 2009     |
| -------- | -------- | -------- | -------- | -------- | -------- | -------- |
| 74 678   | ↗108 566 | ↗132 122 | ↘129 664 | ↗130 138 | ↘115 430 | ↘108 240 |
| 2010     | 2012     | 2013     | 2014     | 2015     | 2016     | 2017     |
| ↗108 756 | ↗109 391 | ↗109 765 | ↗110 642 | ↗111 496 | ↘111 433 | ↗111 732 |
| 2018     | 2019     | 2020     | 2021     |          |          |          |
| ↗112 630 | ↗112 847 | ↗113 377 | ↘100 983 |          |          |          |